# DDR-Oberliga w koszykówce mężczyzn
DDR-Oberliga w koszykówce mężczyzn – najwyższa w hierarchii klasa męskich ligowych rozgrywek koszykówki w NRD, rozgrywana w latach 1951–1991. Zwycięzca ligi zostawał mistrzem kraju.

## Medaliści
| Sezon | 1. miejsce                    | 2. miejsce                    | 3. miejsce                    |
| ----- | ----------------------------- | ----------------------------- | ----------------------------- |
| 1953  | HSG Wissenschaft HU Berlin    | BSG Einheit Wurzen            | HSG Wissenschaft Jena         |
| 1954  | HSG Wissenschaft HU Berlin    | HSG Wissenschaft Halle        |                               |
| 1955  | HSG Wissenschaft HU Berlin    |                               |                               |
| 1956  | HSG Wissenschaft HU Berlin    | SC Wissenschaft DHfK Leipzig  | HSG Wissenschaft Halle        |
| 1957  | HSG Wissenschaft HU Berlin    | SC Wissenschaft DHfK Leipzig  | HSG Wissenschaft Halle        |
| 1958  | HSG Wissenschaft HU Berlin    | SC Wissenschaft Halle         | SC Dynamo Berlin              |
| 1959  | HSG Wissenschaft HU Berlin    | ASK Vorwärts Halle            | SC Wissenschaft DHfK Leipzig  |
| 1960  | HSG Wissenschaft HU Berlin    | SC Chemie Halle               | ASK Vorwärts Halle            |
| 1961  | HSG Wissenschaft HU Berlin    | SC Chemie Halle               | ASK Vorwärts Leipzig/Halle    |
| 1962  | ASK Vorwärts Halle            | SC Chemie Halle               | SC Rotation Berlin            |
| 1963  | SC Chemie Halle               | ASK Vorwärts Leipzig          | TSC Berlin                    |
| 1964  | SC Chemie Halle               | ASK Vorwärts Leipzig          | TSC Berlin                    |
| 1965  | ASK Vorwärts Leipzig          | TSC Berlin                    | SC Chemie Halle               |
| 1966  | ASK Vorwärts Leipzig          | TSC Berlin                    | SC Chemie Halle               |
| 1967  | ASK Vorwärts Leipzig          | TSC Berlin                    | SC Chemie Halle               |
| 1968  | ASK Vorwärts Leipzig          | TSC Berlin                    | SC Chemie Halle               |
| 1969  | ASK Vorwärts Leipzig          | SC Chemie Halle               | TSC Berlin                    |
| 1970  | SG KPV 69 Halle               | HSG Wissenschaft KMU Leipzig  | BSG DAW Berlin                |
| 1971  | HSG Wissenschaft KMU Leipzig  | BSG DAW Berlin                | SG KPV 69 Halle               |
| 1972  | SG KPV 69 Halle               | HSG Wissenschaft KMU Leipzig  | BSG DAW Berlin                |
| 1973  | HSG Wissenschaft KMU Leipzig  | SG KPV 69 Halle               | BSG AdW Berlin                |
| 1974  | BSG AdW Berlin                | HSG Wissenschaft KMU Leipzig  | SG KPV 69 Halle               |
| 1975  | HSG Wissenschaft KMU Leipzig  | BSG AdW Berlin                | SG KPV 69 Halle               |
| 1976  | HSG Wissenschaft KMU Leipzig  | SG KPV 69 Halle               | BSG AdW Berlin                |
| 1977  | HSG Wissenschaft KMU Leipzig  | BSG AdW Berlin                | SG KPV 69 Halle               |
| 1978  | BSG AdW Berlin                | SG KPV 69 Halle               | HSG Wissenschaft KMU Leipzig  |
| 1979  | BSG AdW Berlin                | HSG Wissenschaft KMU Leipzig  | SG KPV 69 Halle               |
| 1980  | BSG AdW Berlin                | HSG Wissenschaft KMU Leipzig  | HSG Wissenschaft Halle        |
| 1981  | BSG AdW Berlin                | HSG Wissenschaft KMU Leipzig  | HSG Wissenschaft Halle        |
| 1982  | BSG AdW Berlin                | HSG Wissenschaft KMU Leipzig  | HSG Wissenschaft Halle        |
| 1983  | BSG AdW Berlin                | HSG Wissenschaft KMU Leipzig  | SG KPV 69 Halle               |
| 1984  | BSG AdW Berlin                | SG KPV 69 Halle               | HSG Wissenschaft TH Magdeburg |
| 1985  | BSG AdW Berlin                | SG KPV 69 Halle               | HSG Wissenschaft TH Magdeburg |
| 1986  | BSG AdW Berlin                | HSG Wissenschaft TH Magdeburg | HSG Wissenschaft KMU Leipzig  |
| 1987  | BSG AdW Berlin                | HSG Wissenschaft KMU Leipzig  | BSG EAB 47 Berlin             |
| 1988  | HSG Wissenschaft TU Magdeburg | BSG AdW Berlin                | BSG EAB 47 Berlin             |
| 1989  | HSG Wissenschaft TU Magdeburg | BSG AdW Berlin                | BSG EAB 47 Berlin             |
| 1990  | BSG AdW Berlin                | HSG Wissenschaft TU Magdeburg | BSG EAB 47 Berlin             |
| 1991  | BSV AdW Berlin                | USC Magdeburg                 | SSV Weißenfels                |